# Mariano Ruiz-Funes García
Mariano Ruiz-Funes García (Múrcia, 24 de febrer de 1889 - Mèxic, 1953) va ser un jurista i polític espanyol, membre d'Izquierda Republicana.

## Biografia
Va cursar els estudis de Dret a la Universitat Central de Madrid, on es va llicenciar en 1909 per a doctorar-se el 1912 amb Premi Extraordinari. Va exercir breument l'advocacia, passant a ser professor de dret a la Universitat de Múrcia, ocupant la càtedra en 1925, per a ser més tard degà de la Facultat i Vicerector. Especialitzat en dret penal, fou un reconegut criminalista, Premi Lombroso a Torí el 1927 pel seu obra Endocrinología y criminalidad. Va realitzar també les traduccions de diferents obres jurídiques i polítiques d'autors europeus. Va treballar en la definició del delicte més enllà de l'àmbit nacional en figures com el genocidi, el crim de guerra i altres, àmpliament divulgats.
Durant els primers anys de la Segona República es va vincular decisivament amb el republicanisme d'esquerres, primer a Acció Republicana, de la que va arribar a ser vicepresident en 1933 i, en 1934, Izquierda Republicana. A les eleccions de 1931 a Corts Constituents va ser escollit Diputat per Múrcia al Congrés on va ser membre de la Comissió Constitucional redactora de la Constitució de 1931. Mantenia una amistat personal amb Manuel Azaña, cosa que li va permetre tenir un paper rellevant en moltes de les disposicions legislatives que es van aprovar entre 1931 i 1933. També li unia un gran afecte amb Luis Jiménez de Asúa, socialista, doncs ambdós provenien dels corrents krausistes.
Va abandonar l'activitat política per a tornar a la Universitat durant el bienni radical-cedista (1934-1936), sent escollit de nou Diputat per Bilbao a les eleccions de 1936, aquesta vegada per Izquierda Republicana. Azaña el va nomenar Ministre d'Agricultura amb la tasca de dur endavant la promesa reforma del camp espanyol i que ja havia estat objecte del seu interès en les Constituents de 1931 amb la Llei de Reforma Agrària. Al declarar-se la Guerra Civil, des de setembre a novembre de 1936 va ser nomenat Ministre de Justícia en el govern de Largo Caballero, assolint restaurar l'ordre legal en una situació convulsa i col·laborant a controlar els episodis de repressió. Després va ser destinat com a ambaixador a Polònia i Bèlgica, fins que en finalitzar la guerra es va exiliar a Mèxic, on va ser Catedràtic de Criminologia en la Universitat Nacional Autònoma i a la Universitat de Xalapa.
De la seva obra jurídica destaca des de la tesi doctoral, reelaborada com Derecho consuetudinario y economía popular de la provincia de Murcia i amb la qual va obtenir el premi de la Reial Acadèmia de Ciències Morals i Polítiques en 1914. Va ser membre de l'Institut d'Estudis Penals i de la Reial Acadèmia de Jurisprudència i Legislació. S'ocuparia especialment de les figures penals, la criminalística i el dret penitenciari, amb abundants obres entre les quals destaquen: Endocrinología y criminalidad (1926), Psicología y crítica del testimonio, Progresión histórica de la pena de muerte en España, El derecho penal de los Soviets, Tres experiencias democráticas de legislación penal, Actualidad de la venganza (1943), El delincuente y la justicia (1944), 'Evolución del delito político' (1944) i Criminología de guerra (Premi Afranio Peixoto al Brasil en 1947). Durant el temps de l'exili va tenir gran influència en l'elaboració del dret penal a Llatinoamèrica (Cuba, Brasil, República Dominicana, Argentina, Guatemala, El Salvador i Mèxic, sobretot), sent Catedràtic honorari de la Facultat de Dret de la Universitat de San Marcos, de Lima, de Ciències Jurídiques i Socials de la Universitat de San Carlos, de Guatemala i Professor honorari de la Universitat Autònoma d'El Salvador.